# Heidi Løke
Pour les articles homonymes, voir Løke.
Heidi Løke, née le 12 décembre 1982 à Tønsberg, est une handballeuse internationale norvégienne qui joue au poste de pivot. Elle a été élue meilleure handballeuse mondiale de l'année en 2011 par l'IHF.

## Biographie
Son frère Frank Løke est également handballeur professionnel au poste de pivot, notamment en équipe nationale de Norvège. Heidi est aussi la sœur de Lise Løke, également handballeuse.
En 2015, elle remporte le championnat du monde au Danemark en battant les Pays-Bas en finale et est élue meilleure pivot de la compétition.
En novembre 2016, elle annonce sa seconde grossesse. Pour la saison 2017-2018, elle s'engage avec le club norvégien de Storhamar Håndball.
En 2019, elle rejoint avec le club norvégien de Vipers Kristiansand. En octobre, elle est annoncée gravement blessée au genou et forfait pour le Mondial par la fédération norvégienne et son club mais rejoue finalement seulement une semaine plus tard, marquant 8 buts en Ligue des champions.

## Palmarès

### Clubs
compétitions internationales
- vainqueur de la Ligue des champions (5) en 2011 (avec Larvik HK), 2013, 2014, 2017[6] (avec Győri ETO KC), 2021 et 2022 (avec Vipers Kristiansand)
- finaliste de la Ligue des champions en 2012 (avec Győri ETO KC)
- finaliste de la coupe d'Europe des vainqueurs de coupe en 2009 (avec Larvik HK)

compétitions nationales
- championne de Norvège (8) en 2001, 2002, 2009, 2010, 2011 (avec Larvik HK), 2020, 2021, 2022 (avec Vipers Kristiansand)
- vainqueur de la coupe de Norvège (5) en 2009, 2010, 2011 (avec Larvik HK), 2020, 2021 (avec Vipers Kristiansand)
- championne de Hongrie (5) en 2012, 2013, 2014, 2016 et 2017 (avec Győri ETO KC)
- vainqueur de la coupe de Hongrie (5) en 2012, 2013, 2014, 2015 et 2016 (avec Győri ETO KC)

### Sélection nationale
Jeux olympiques
- médaille d'or aux Jeux olympiques de 2012 de Londres,  Royaume-Uni
- médaille de bronze aux Jeux olympiques de 2016 de Rio de Janeiro,  Brésil

championnats du monde
- 3e du Championnat du monde 2009,  Chine[7]
- vainqueur du Championnat du monde 2011,  Brésil
- 5e place au Championnat du monde 2013,  Serbie
- vainqueur du championnat du monde 2015,  Danemark
- finaliste du Championnat du monde 2017,  Allemagne
- 4e place au Championnat du monde 2019,  Japon

championnats d'Europe
- vainqueur du Championnat d'Europe 2008,  Macédoine
- vainqueur du Championnat d'Europe 2010,  Norvège et  Danemark
- finaliste du Championnat d'Europe 2012,  Serbie[8]
- vainqueur du championnat d'Europe 2014,  Hongrie &  Croatie
- 5e place au championnat d'Europe 2018,  France
- vainqueur du championnat d'Europe 2020,  Danemark

### Distinctions personnelles
- élue meilleure handballeuse mondiale de l'année en 2011[9] par l'IHF (également nommée en 2012 et 2013)
- élue meilleure joueuse du championnat de Norvège (3) en 2009, 2010 et 2011
- élue meilleure pivot des Jeux olympiques (2) en 2012, 2016 [10]
- élue meilleure pivot du championnat d'Europe (3) en 2010, 2012 et 2014[11]
- élue meilleure pivot du championnat du monde (2) en 2011[12] et 2015[2]
- élue meilleure pivot du championnat de Norvège (5) en 2009, 2010, 2011, 2020 et 2021
- meilleure marqueuse de la Ligue des champions (1) en 2011
- meilleure marqueuse du championnat de Norvège (3) en 2008/2009 (216 buts), 2009/2010 (204 buts), 2010/2011 (221 buts)
- recordwomen de buts sur un match en championnat de Norvège avec 24 buts en 2009-2010[13]